# لويد جونز
لويد جونز (بالإنجليزية: Lloyd Jones)‏ (7 أكتوبر 1995 بليموث المملكة المتحدة - ) هو لاعب كرة قدم بريطاني يلعب كمدافع.

## روابط خارجية
- لويد جونز على موقع الاتحاد الأوربي (الإنجليزية)
- لويد جونز على موقع قاعدة بيانات كرة القدم.إي يو (الإنجليزية)
- لويد جونز على موقع Soccerbase.com (لاعب) (الإنجليزية)
- لويد جونز على موقع Soccerway.com (الإنجليزية)
- لويد جونز على موقع AS.com (الإسبانية)